# Stabbing the Drama
Stabbing the Drama ist das sechste Studioalbum der schwedischen Melodic-Death-Metal-Band Soilwork. Es ist das letzte Album der Band in Zusammenarbeit mit Peter Wichers, der die Band nach der folgenden Tour verließ.

## Wissenswertes
Vom Stil her betrachtet kann das Album als vielseitiger als frühere (z. B. Figure Number Five) bezeichnet werden. Die meisten Songs wurden von Peter Wichers geschrieben, doch auch Keyboarder Sven Karlsson trug einen Teil dazu bei. Für Dirk Verbeuren ist es das erste Album mit der schwedischen Band. Auf einigen CDs läuft Track 3 noch in Track 4 weiter. Tausend Kopien wurden in einer Spezialschachtel mit Soilworks Logo gedruckt.

## Rezeption
Eduardo Rivadavia von Allmusic nannte das Album trotz verschiedener Einflüsse bis zum Nu Metal und zum Teil eingängiger Hooklines heavier als das vorhergehende. Niemand sei aber wohl von dem hier zu Hörenden überrascht. Er vergab vier von fünf Sternen.

## Titelliste
1. Stabbing the Drama – 4:34
2. One with the Flies – 4:00
3. Weapon of Vanity – 4:02
4. The Crestfallen – 3:46
5. Nerve – 3:38
6. Stalemate – 3:28
7. Distance – 4:29
8. Observation Slave – 4:09
9. Fate in Motion – 3:21
10. Blind Eye Halo – 2:24
11. If Possible – 4:50
12. Wherever Thorns May Grow – 4:08
13. Killed by Ignition – 4:18